# Anolis oculatus
Anolis oculatus är en ödleart som beskrevs av  Cope 1879. Anolis oculatus ingår i släktet anolisar, och familjen Polychrotidae. IUCN kategoriserar arten globalt som livskraftig.

## Underarter
Arten delas in i följande underarter:
- A. o. oculatus
- A. o. montanus
- A. o. cabritensis
- A. o. winstoni

## Bildgalleri

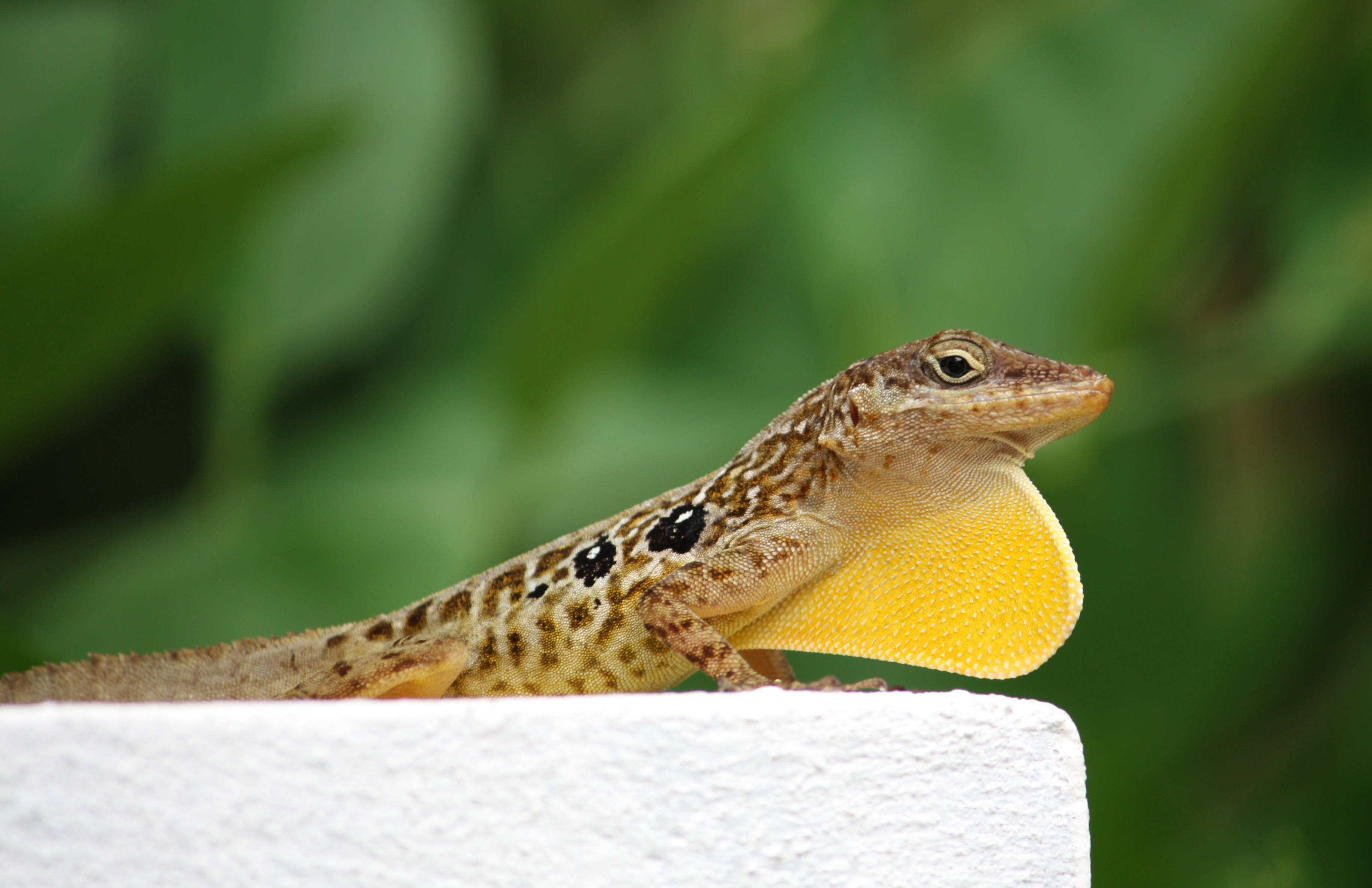
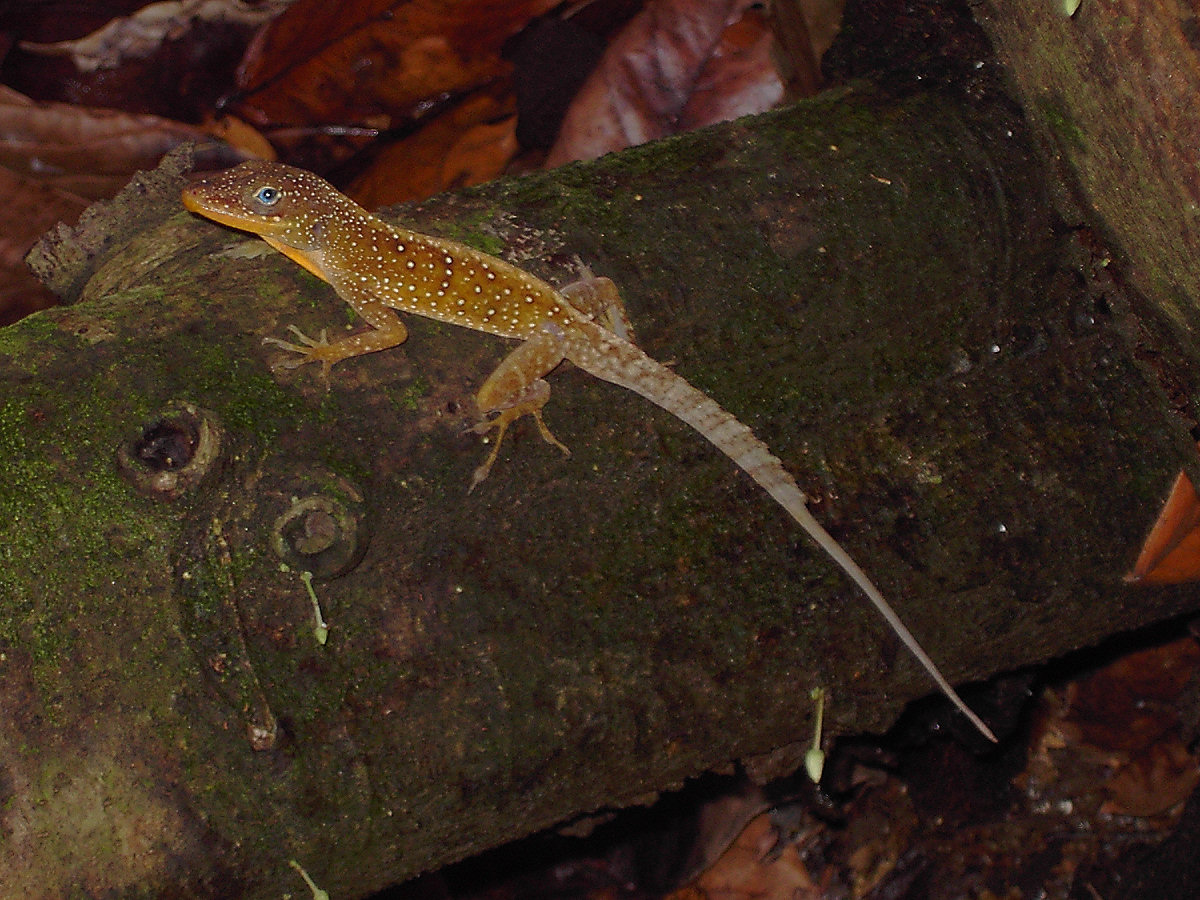
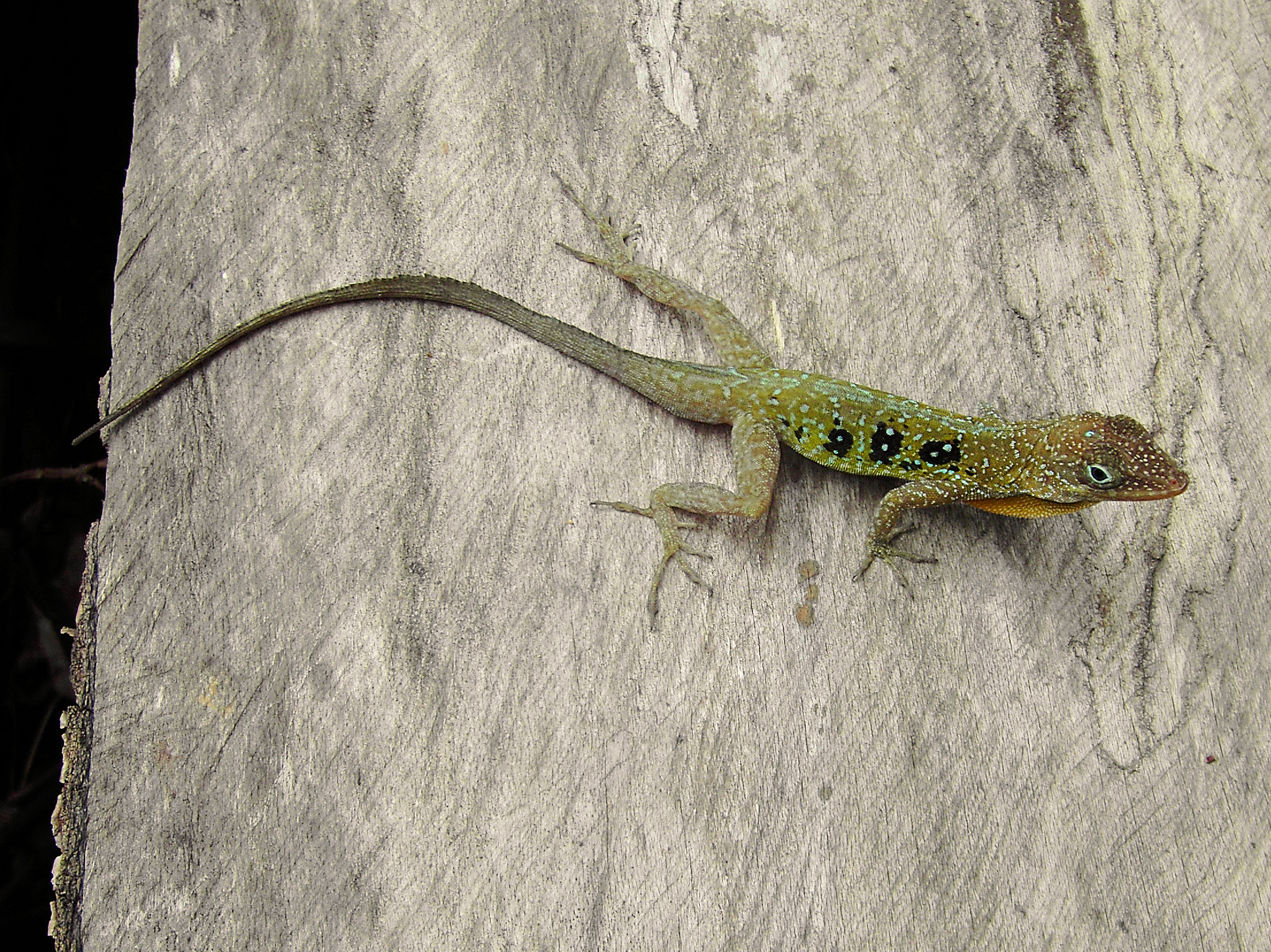
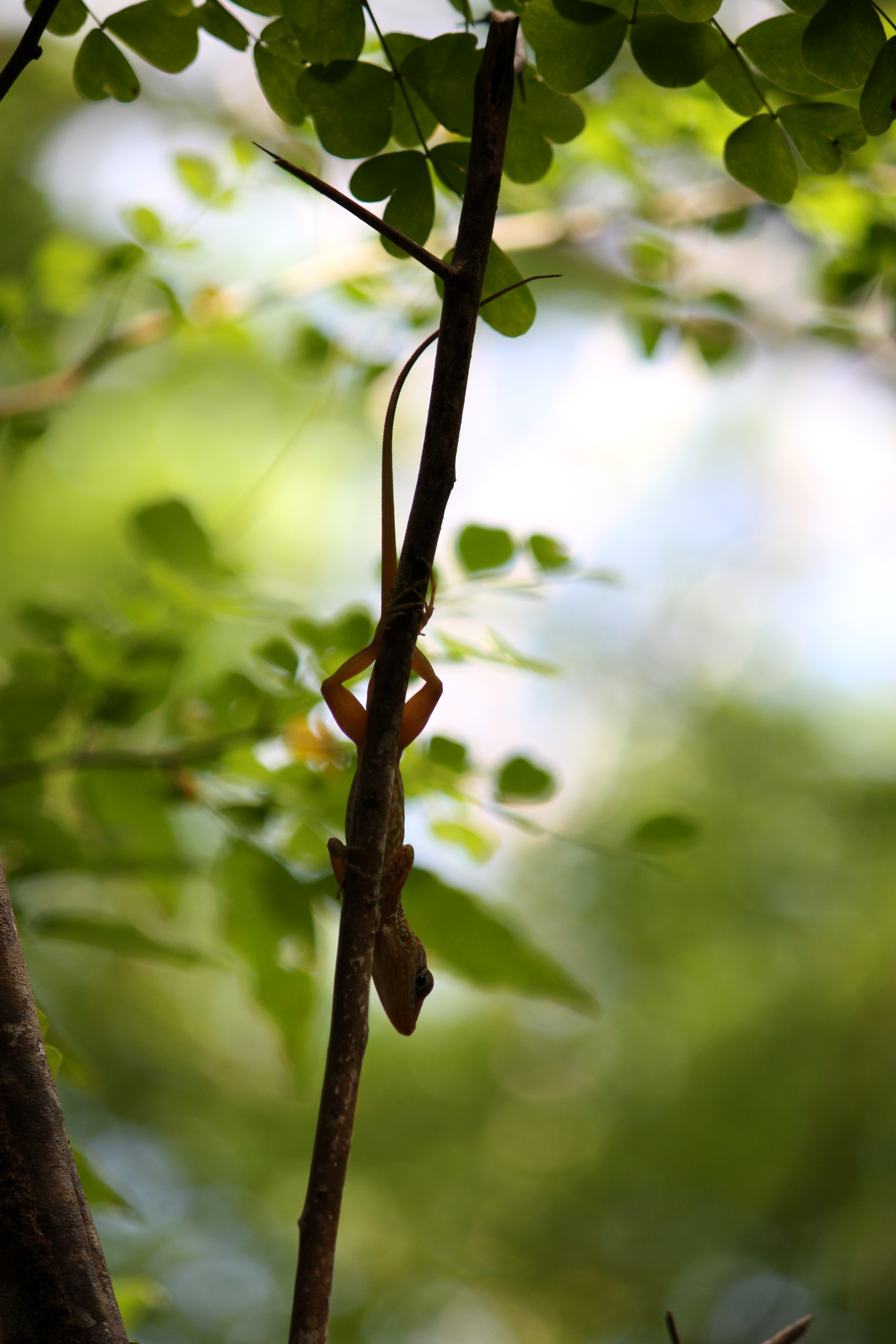
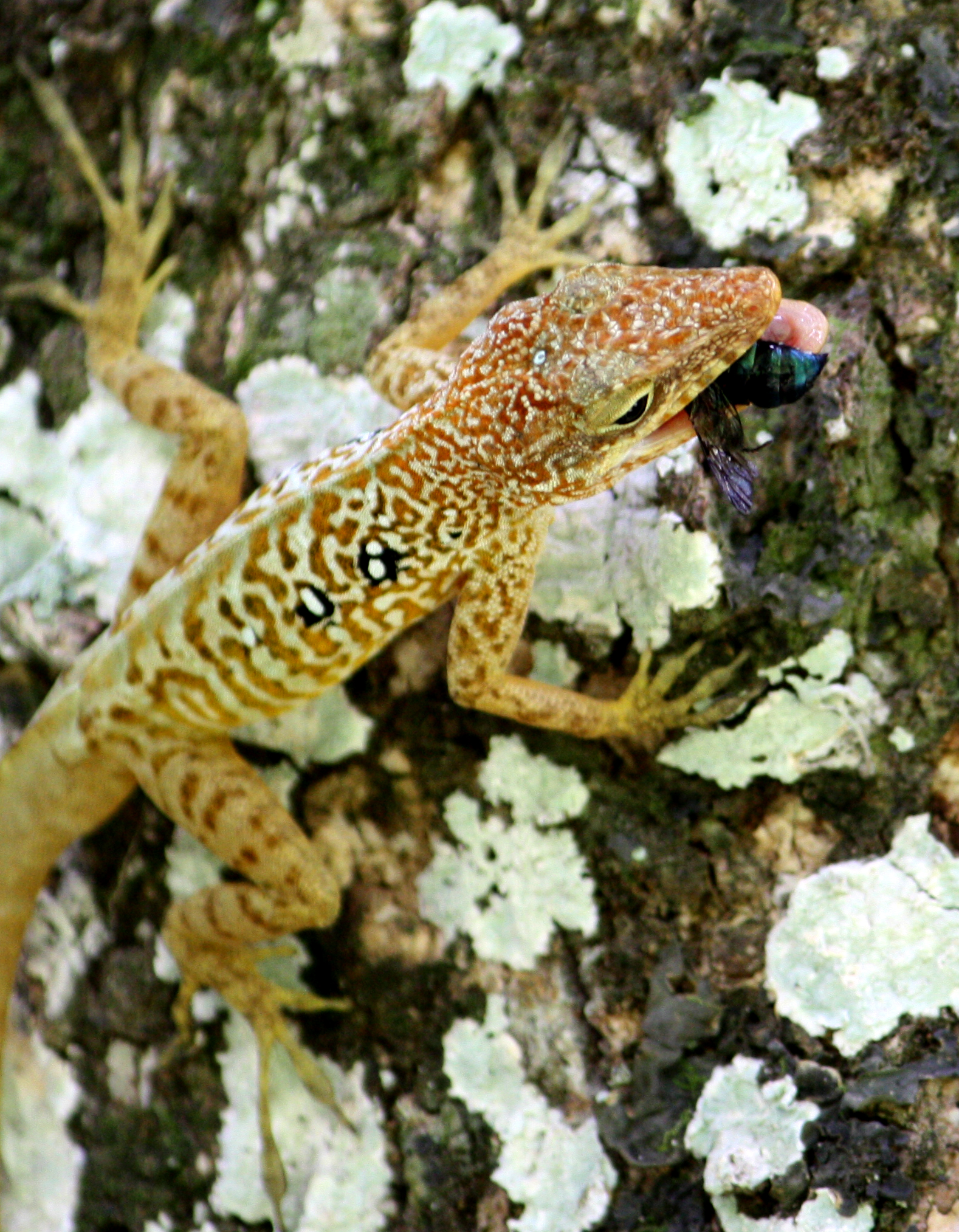
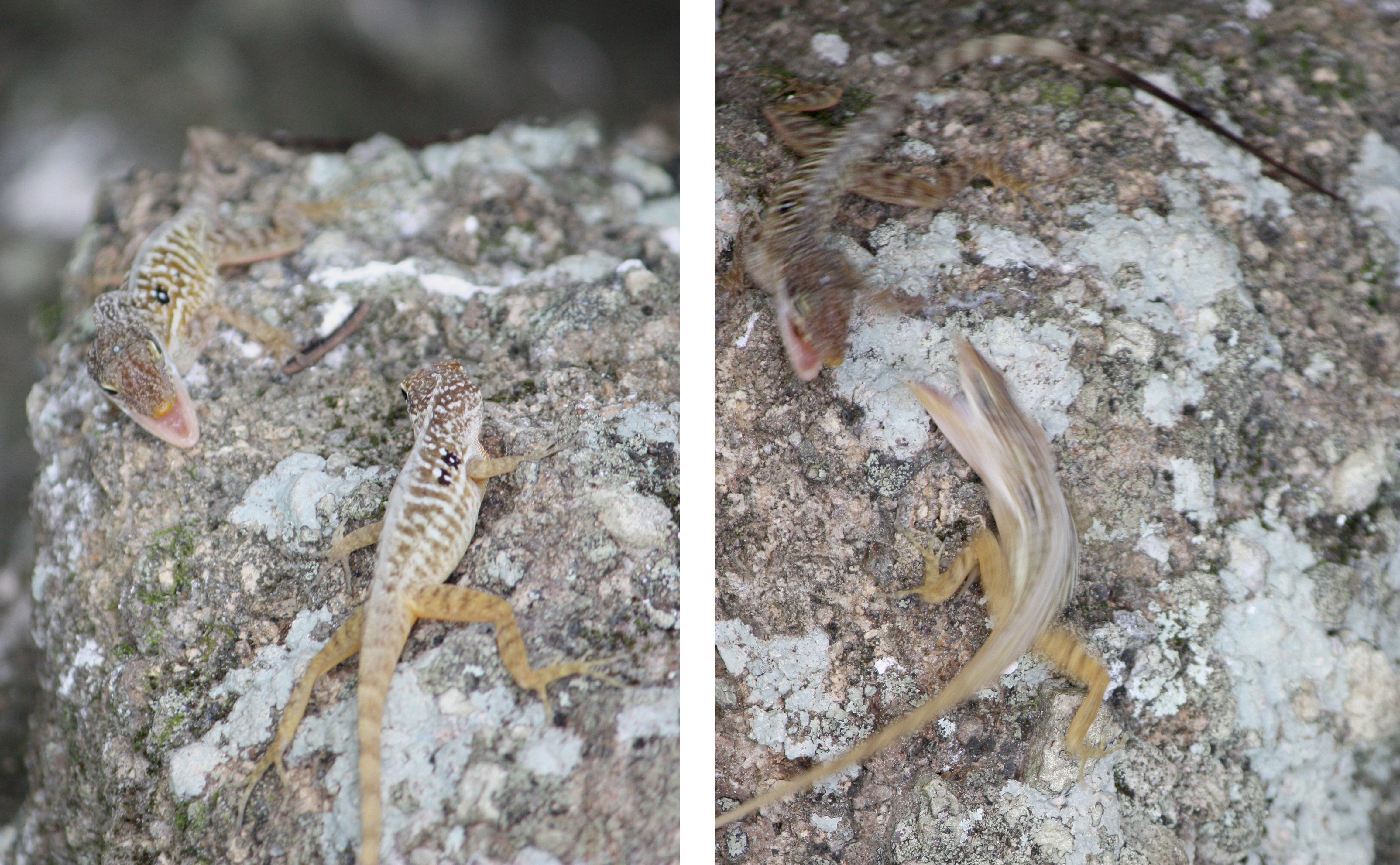